# Andrija Maksimović
Pour les articles homonymes, voir Maksimović.
Andrija Maksimović (en serbe en écriture cyrillique : Андрија Максимовић), né le 5 juin 2007 à Novi Pazar, est un footballeur serbe qui joue au poste de milieu offensif au RB Leipzig.

## Biographie

### Carrière en club
Né à Novi Pazar en Serbie, Andrija Maksimović rejoint en 2019 l'Étoile rouge de Belgrade, où il commence sa carrière professionnelle en championnat de Serbie,.
Maksimović est prêté au FK Grafičar Belgrade lors de la saison 2023-2024. Tout en s'y illustrant en deuxième division, il fait aussi ses débuts avec l'Étoile rouge de Belgrade qui est sacrée championne de Serbie lors de la saison 2023-2024. Il joue son premier match avec l'équipe première du club le 6 décembre 2023 en Coupe de Serbie,.

### Carrière en sélection
Andrija Maksimović est international junior serbe dès les moins de 15 ans en 2021. Il joue ensuite avec l'équipe de Serbie des moins de 17 ans à partir de septembre 2022, avec lesquels il participe ensuite à l'Euro de la catégorie.

## Palmarès
Étoile rouge de Belgrade
- Championnat de Serbie (1)
  - Champion en 2023-2024